# María de Estrada
María de Estrada (Sevilla, 1475 o 1486-Puebla de Zaragoza, 1537 o 1548) fue una soldado española que participó en la conquista de México junto a Hernán Cortés. De procedencia andaluza o cántabra se sumó al grupo de soldados ya con edad avanzada, cuando tenía treinta o cuarenta años. Famosa por sus hazañas de guerra, hay evidencias de que previamente pasó varios años como náufraga entre los nativos de la isla de Cuba.
María de Estrada es recordada por su indudable arrojo y valentía que la llevó a tomar una espada y luchar con las tropas de Hernán Cortés, en lugar de permanecer a salvo entre otras mujeres.

## Biografía

### Antecedentes
María de Estrada (el apellido se encuentra escrito como Destrada o Estrada) nació en Sevilla, aunque su padre era originario del norte de España. Una tradición afirma que nació judía, nieta de un rabino, y que su auténtico nombre era Míriam Pérez, pero los historiadores no lo consideran probable.
Su hermano, Francisco de Estrada, había acompañado a Cristóbal Colón como grumete, y cuando regresó al Nuevo Mundo para instalarse de forma permanente en 1509, María probablemente viajó con él.

### Estancia en Cuba
Estuvo en Cuba, donde se casó con Pedro Sánchez Farfán y posiblemente participó en combates en la actual Matanzas. «Hasta es posible que su hermosura la salvara de morir, pues un cacique la tomó para sí: duró hasta que los españoles se recuperaron de la derrota y volvió con su marido a Trinidad, al sur de la isla», explica el especialista de Historia de América Manuel Lucena Giraldo.

### Expedición de Cortés en México
Tras llegar junto con su marido en la expedición de Pánfilo de Narváez, Estrada y Sánchez Farfán le abandonaron junto con tantos otros y se unieron al contingente de Cortés desde antes de la batalla entre ambos en Cempoala. Fue el propio Farfán quien capturó a Narváez, al que hirió y dejó tuerto de un lanzazo, aunque la leyenda afirma que fue la propia María quien le derrotó en un mano a mano.

### Noche Triste
María de Estrada y su esposo estuvieron presentes en la accidentada evacuación de México-Tenochtitlan durante la llamada «Noche Triste», en la que murieron muchos españoles e indígenas aliados. Según el cronista Bernal Díaz del Castillo, también presente en la lucha, María se vio en peligro junto con otras dos mujeres de la expedición, La Malinche y María Luisa Xicohténcatl, pero fueron rescatadas a tiempo por aliados tlaxcaltecas, a sazón hermanos de la tercera, los cuales las extrajeron por uno de los puentes.
De acuerdo con la crónica de Juan de Torquemada, María se armó entonces como un soldado más y se unió a los combatientes que cubrían la evacuación, en la cual «con una espada y una rodela en las manos hizo hechos maravillosos, y se entraba por los enemigos con tanto coraje y ánimo, como si fuera uno de los más valientes hombres del mundo, olvidada de que era mujer, y revestida del valor que en caso semejante suelen tener los hombres de valor, y honra. Y fueron tantas las maravillas y cosas que hizo, que puso en espanto y asombro a cuantos la miraban».
Lo mismo transfiere la obra del cronista español-tlaxcalteca Diego Muñoz Camargo (si bien el fragmento parece no ser obra de Camargo, sino de un reeditor varios siglos posterior que se basa en Torquemada y Salazar), que cita a María «haciendo maravillosos y hazañeros hechos con una espada y una rodela en las manos, peleando valerosamente con tanta furia y ánimo, que excedía al esfuerzo de cualquier varón, por esforzado y animoso que fuera, que a los propios nuestros ponía espanto».

#### Otumba y Tenochtitlan

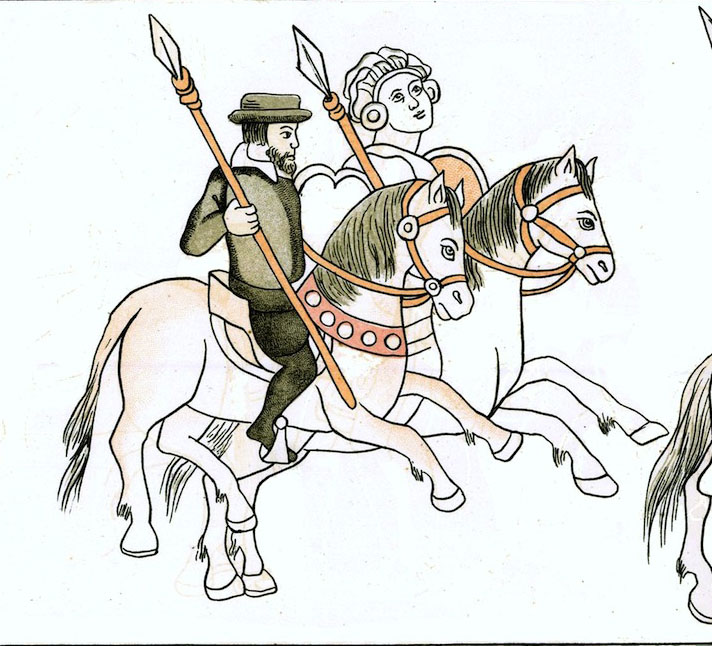
Jinete identificable con María de Estrada, cabalgando con Hernán Cortés. Lienzo de Tlaxcala.

Tras la evacuación, las fuerzas de Cortés debieron enfrentarse a un ejército perseguidor en la batalla de Otumba, en la que lograron repeler a los mexicas y garantizar el paso franco hasta el territorio aliado de la República de Tlaxcala. Muñoz Camargo afirma que la propia Estrada participó de nuevo en la batalla, «a caballo y con una lanza en las manos, digno por cierto de eterna fama e inmortal memoria». Torquemada recalca que «tenía tanto coraje y ánimo en la batalla como si fuese uno de los más valientes del mundo».
El Lienzo de Tlaxcala muestra, en su decimoctava lámina bis, a un personaje cabalgando con lanza y escudo al lado de Cortés en la huida a través de Tacuba. Debido a su aspecto singular (monta a caballo, condición sólo conocida por los españoles en ese punto, y carece de barba, con alguna clase de pañuelo claro ocultando su cabello), se cree que representa a una mujer soldado hispana, quizá la misma Estrada dada la cita de Camargo.
Poco después, Cortés y sus aliados indígenas preparaban ya la contraofensiva. Según los textos de Francisco Cervantes de Salazar, el conquistador quiso dejar a las mujeres de la expedición en Tlaxcala mientras los hombres emprendían el sitio de Tenochtitlan, pero se topó con la reprimenda de Estrada, que reclamaba el derecho de las suyas a participar como soldados y enfermeras.

No es bien, señor capitán, que mujeres españolas dexen a sus maridos yendo a la guerra; donde ellos murieren moriremos nosotras, y es razón que los indios entiendan que somos tan valientes los españoles que hasta sus mujeres saben pelear, y queremos, pues para la cura de nuestros maridos y de los demás somos necesarias, tener parte en tan buenos trabajos, para ganar algún renombre como los demás soldados.

Cortés les concedió lo que deseaban, y Estrada y sus compañeras, entre las que se encontraban Isabel Rodríguez, Beatriz de Palacios y Beatriz Bermúdez de Velasco, tomaron partido en el asedio con la bravura por la que ya eran conocidas.
Díaz del Castillo cuenta que Estrada, junto con Beatriz Bermúdez e Isabel Rodríguez, fue invitada a la fiesta que Cortés dio con sus capitanes y algunas otras mujeres selectas para celebrar la victoria.

#### Vida posterior
Cortés la recompensó con las ciudades de Tetela del Volcán, Nepopualco (que pasó a ser un barrio de Tetela) y Hueyapan de las que fue encomendera. Los cronistas cuentan que «rica y reconocida peleó hasta el final» y no dudó en protestar incluso ante el rey Carlos I por hacerle pagar demasiados impuestos. Después de que su primer marido muriera, se casó con Alonso Martín Partidor y juntos participaron en la fundación de lo que hoy es la Ciudad de Puebla de los Ángeles.
Después de la muerte de Sánchez Farfán, y antes de que María se casara con Martín Partidor, Cortés hace una mención que demuestra lo cercanos que eran:

Sánchez Farfán era uno de los mayores amigos que yo en estas partes tenía y que perdí un deudo muy cercano y a su mujer soy en mucho amigo y, para las cosas que le tocaren, tengo de hacer cuenta que en lugar de su marido porque me sirvió muchos días y la tengo en lugar de hermana y digo esto para que sepáis en cuanto terné todo lo que por ella hiciéredes y que así lo digáis a todos esos señores. Bien creo que luego como murió su marido los oidores le quitarían los pueblos y los ponían en corregimiento porque así lo han hecho con todos los que mueren, a lo menos con aquellos que ellos piensan que son mis amigos, y recibe mucho daño su mujer, así por quitarle su principal mantenimiento como porque en el uno de ellos tenía la granjería de su hacienda.

## Muerte
Murió cerca de los 50 años por cólera y fue enterrada en la Catedral de Puebla aunque se desconoce su paradero pues en remodelaciones de la Catedral se perdieron sus huesos.

## Vida personal
Se casó en Cuba con Pedro Sánchez Farfán y tras la conquista de México enviudó y se volvió a casar con Alonso Martín Partidor, de Puebla, donde éste murió hacia 1550.

### Literatura
Su vida inspiró:
- María contra viento y marea, novela de 1994 de la escritora Magolo Cárdenas.

- María de Estrada, novela de 1997 de la escritora méxico-estadounidense Gloria Durán.

- María de Estrada: mujer soldado, encomendera y fundadora de Puebla, escrita por Juan Pablo Salazar Andreu.[13]

- María de Estrada, conquistadora, encomendera, y vecina de Puebla de los Ángeles, escrita por Raquel Gutiérrez Estupiñán.

- El llanto del quetzal, novela de Ricard Ibáñez (2022).